# 로렌조 클레몬스
로렌조 클레몬스(Lorenzo Clemons, 1946년 11월 13일 ~ )는 미국의 배우, 텔레비전 배우이다.
버밍햄에서 태어났다.

## 영화
- 우리 동네 이발소에 무슨 일이 (2002년)
- 비지터 3 - 저스트 비지팅 (2001년)
- 도망자 2 (1998년)
- 반항의 장벽 (1994년)
- 루디 이야기 (1993년)
- 여형사 프레스키 (1992년)
- 살인의 그늘 (1992년)
- 고릴라 (1986년)